# Géologie de la Haute-Loire selon l'échelle des temps géologiques

## Géologie du département de la Haute-Loire
|  | X :      | Dépôts anthropiques - remblais |
|  | Xt :     | Dépôts anthropiques - terrils et remblais indifférenciés                                                                                  |
|  | Xs :     | Dépôts anthropiques - sol historique |
|  | J :      | Formations alluviales - matériaux de déjection: sables et graviers, localement avec blocs                                                 |
|  | T :      | Formations alluviales - tourbières |
|  | FzT :    | Formations alluviales - alluvions modernes souvent tourbeuses                                                                             |
|  | Fz :     | Formations alluviales - alluvions modernes                                                                                                |
|  | Fy-z :   | Formations alluviales - alluvions anciennes et modernes indifférenciées                                                                   |
|  | Fy :     | Formations alluviales - alluvions anciennes de basse terrasse (Würm)                                                                      |
|  | Fx :     | Formations alluviales - alluvions anciennes de moyenne terrasse (Riss)                                                                    |
|  | Fw :     | Formations alluviales - alluvions anciennes de haute terrasse                                                                             |
|  | RF :     | Formations alluviales - alluvions anciennes indifférenciées                                                                               |
|  | FC :     | Formations alluviales - alluvions et colluvions indifférenciées                                                                           |
|  | Fu :     | Formations alluviales - alluvions du Pliocène terminal                                                                                    |
|  | Fs :     | Formations alluviales - alluvions pliocènes                                                                                               |
|  | β~Fpa :  | Formations alluviales - alluvions sous basaltiques de Chambezon (Pliocène moyen)                                                          |
|  | Fv :     | Formations continentales plio-quaternaires - sables argileux fluvio-lacustres à éléments volcaniques remaniés (Pliocène - Villafranchien) |
|  | CΦ :     | Formations de versants - colluvions, épandages et formations gélifluées de matériaux volcaniques acides à intermédiaires                  |
|  | Cβ :     | Formations de versants - colluvions, épandages et formations gélifluées de matériaux volcaniques basaltiques                              |
|  | Cv :     | Formations de versants - colluvions, épandages et formations gélifluées de matériaux volcaniques mixtes ou indifférenciés                 |
|  | Cγ :     | Formations de versants - colluvions, épandages et arènes colluvionnées de matériaux granitiques ou gneissiques                            |
|  | Cc :     | Formations de versants - colluvions sablo-argileuses, parfois marneuses, de matériaux sédimentaires tertiaires                            |
|  | C :      | Formations de versants - colluvions et épandages indifférenciées                                                                          |
|  | E :      | Formations de versants - éboulis |
|  | Efc :    | Formations de versants - éboulis fluants de type 'clapiers' ou 'chirats'                                                                  |
|  | Sy :     | Formation périglaciaire - matériel soliflué                                                                                               |
|  | RFs :    | Produits in situ d'altération météorique - alluvions résiduelles                                                                          |
|  | 𝓐γ :     | Produits in situ d'altération météorique - arènes granitiques indifférenciées                                                             |
|  | QR :     | Produits in situ d'altération météorique - altérites à éléments de quartz rougeâtre                                                       |
|  | 𝓐a :     | Produits in situ d'altération météorique - arènes granitiques anciennes                                                                   |
|  | 𝓐 :      | Produits in situ d'altération météorique - altérites indifférenciées                                                                      |
|  | BL :     | Formations épiclastiques pléistocènes - lahars plio-pléistocènes                                                                          |
|  | LvM :    | Formations épiclastiques pléistocènes - dépôts lacustres de maar                                                                          |
|  | LvS :    | Formations épiclastiques pléistocènes - dépôts lacustres fossilifères de Sénèze ('brèche de Sénèze')                                      |
|  | TβE(1) : | Formations volcaniques pyroclastiques pléistocènes - brèches et tufs bréchiques basaltiques de maar, localement à nodules de péridotites  |
|  | pyβ :    | Formations volcaniques pyroclastiques pléistocènes - pyroclastites basaltiques des cônes stromboliens                                     |
|  | βF :     | Formations volcaniques pyroclastiques pléistocènes - brèches basaltiques soudées (et basaltes en filons associés)                         |
|  | Bβ :     | Formations volcaniques pyroclastiques pléistocènes - brèches pyroclastiques basaltiques liées au dynamisme strombolien                    |
|  | Bβ1 :    | Formations volcaniques pyroclastiques pléistocènes - brèches basanitiques                                                                 |
|  | Bv :     | Formations volcaniques pyroclastiques pléistocènes - brèches indifférenciées                                                              |
|  | Νop :    | Formations volcaniques laviques pléistocènes - néphélinites à olivine ou pyroxène                                                         |
|  | β3ol :   | Formations volcaniques laviques pléistocènes - basaltes et basanites à olivine, localement à nodules de péridotites                       |
|  | β3h :    | Formations volcaniques laviques pléistocènes - basaltes et basanites à pyroxène                                                           |
|  | β3Σ :    | Formations volcaniques laviques pléistocènes - basaltes et basanites à olivine et pyroxène, localement à nodules de péridotites           |
|  | β3 :     | Formations volcaniques laviques pléistocènes - basaltes et basanites indifférenciés                                                       |
|  | dβ3 :    | Formations volcaniques laviques pléistocènes - basaltes et basanites indifférenciés en necks ou filons                                    |
|  | vs :     | Formations épiclastiques: brèches à éléments volcaniques remaniés sous les coulées plio-pléistocènes                                      |

|  | TβS(1) : | Formations volcaniques pyroclastiques pliocènes - brèches et tufs bréchiques basaltiques liés au dynamisme surtseyen |
|  | Bv(1) :  | Formations volcaniques pyroclastiques pliocènes - brèches indifférenciées                                            |
|  | pyβ(1) : | Formations volcaniques pyroclastiques pliocènes - pyroclastites basaltiques des cônes stromboliens                   |
|  | LvM(1) : | Formations épiclastiques pliocènes - dépôts lacustres de maar                                                        |
|  | BL(1) :  | Formations épiclastiques pliocènes - lahars                                                                          |
|  | βN(1) :  | Formations volcaniques laviques pliocènes - basanites noires mésocrates ou mélanocrates                              |
|  | βN(2) :  | Formations volcaniques laviques pliocènes - basanites leucocrates                                                    |
|  | β3π :    | Formations volcaniques laviques pliocènes - basanites à nodules de péridotites                                       |
|  | aβ3 :    | Formations volcaniques laviques pliocènes - basaltes et basanites aphyriques                                         |
|  | β2Η(1) : | Formations volcaniques laviques pliocènes - hawaiites                                                                |
|  | β2ol :   | Formations volcaniques laviques pliocènes - basaltes et basanites à olivine, localement à nodules de péridotites     |
|  | β2 :     | Formations volcaniques laviques pliocènes - basaltes et basanites indifférenciés                                     |
|  | p :      | Formations continentales tertiaires - sables oranges et 'sables à chailles' (Miocène supérieur et Pliocène)          |

|  | m :      | Formations continentales tertiaires - dépôts sablo-argileux, à niveaux de lignite (Miocène probable)                                                                     |
|  | β1 :     | Formations volcaniques laviques néogènes - basaltes et basanites indifférenciés                                                                                          |
|  | TβS(2) : | Formations volcaniques pyroclastiques miocènes - brèches et tufs bréchiques basaltiques liés au dynamisme surtseyen                                                      |
|  | Lv :     | Formations volcaniques épiclastiques miocènes - dépôts lacustres indifférenciés                                                                                          |
|  | LvR :    | Formations volcaniques épiclastiques miocènes - dépôts rouges |
|  | Lvo :    | Formations volcaniques épiclastiques miocènes - silice métasomatique ('opale résinite') du complexe de Saint-Pierre-Eynac                                                |
|  | TτΦE :   | Formations volcaniques pyroclastiques miocènes - Complexe de Saint-Pierre-Eynac: tufs bréchiques trachytiques et phonolitiques de maar (et dykes phonolitiques associés) |
|  | hβ :     | Formations volcaniques pyroclastiques miocènes - tufs hyaloclastiques et cinérites, y compris tufs jaunes des Boutiers                                                   |
|  | Pv :     | Formations volcaniques pyroclastiques miocènes - projections volcaniques indéterminées                                                                                   |
|  | TβE(2) : | Formations volcaniques pyroclastiques miocènes - brèches et tufs bréchiques basaltiques de maar, localement à nodules de péridotites                                     |
|  | pyβ(2) : | Formations volcaniques pyroclastiques miocènes - pyroclastites basaltiques de cônes stromboliens                                                                         |
|  | Φ1 :     | Formations volcaniques laviques miocènes - phonolites |
|  | τΦ1a :   | Formations volcaniques laviques miocènes - phonolites agpaïtiques |
|  | τ1 :     | Formations volcaniques laviques miocènes - trachytes |
|  | τΦ1 :    | Formations volcaniques laviques miocènes - trachytes, trachyphonolites et phonolites indifférenciées                                                                     |
|  | ταB1 :   | Formations volcaniques laviques miocènes - benmoréites |
|  | αM1 :    | Formations volcaniques laviques miocènes - mugéarites |
|  | τα1 :    | Formations volcaniques laviques miocènes - benmoréites et mugéarites indifférenciées                                                                                     |
|  | β1Η(2) : | Formations volcaniques laviques miocènes - hawaiites |
|  | β1Σ :    | Formations volcaniques laviques miocènes - basaltes et basanites à olivine et pyroxène, localement à nodules de péridotites                                              |
|  | β1ol :   | Formations volcaniques laviques miocènes - basaltes et basanites à olivine, localement à nodules de péridotites                                                          |
|  | β1py :   | Formations volcaniques laviques miocènes - basaltes ankaramitiques |
|  | βlc :    | Formations volcaniques laviques miocènes - basanites à leucite |
|  | dβ1 :    | Formations volcaniques laviques miocènes - basaltes et basanites indifférenciés, en necks ou filons                                                                      |

|  | g-m :  | Formations continentales tertiaires - dépôts sablo-argileux indifférenciés (Oligocène et Miocène)                                                          |
|  | gC :   | Formations continentales tertiaires - calcaires et calcaires gréseux du Bassin de Brioude (séquence 2) (Oligocène)                                         |
|  | gS2 :  | Formations continentales tertiaires - argiles sableuses rouges et sables argileux du Bassin de Brioude (séquence 2) (Oligocène)                            |
|  | gM :   | Formations continentales tertiaires - marnes vertes du Bassin de Brioude (séquence 1) (Oligocène)                                                          |
|  | gSC :  | Formations continentales tertiaires - sables argileux à nodules calcaires du Bassin de Brioude (séquence 1) (Oligocène)                                    |
|  | gS1 :  | Formations continentales tertiaires - argiles rouges, argiles sableuses bariolées et sables argileux du Bassin de Brioude (séquence 1) (Oligocène)         |
|  | gSi :  | Formations continentales tertiaires - dépôts sablo-argileux indifférenciés, localement à conglomérats associés (Oligocène)                                 |
|  | gS :   | Formations continentales tertiaires - sables supérieurs, avec concrétions calcaires (Oligocène)                                                            |
|  | g1 :   | Formations continentales tertiaires - sables argileux grossiers de la Laussone (Oligocène inférieur - Stampien inférieur)                                  |
|  | e-gM : | Formations continentales tertiaires - marnes et calcaires avec gypse accessoire de Ronzon: Oligocène inférieur et moyen (Oligocène inférieur - Sannoisien) |

|  | 𝓟 :   | Formations continentales tertiaires - paléosols fersialitiques cuirassés (Sidérolithique)                                  |
|  | 𝓒 :   | Formations continentales tertiaires - argiles vertes à illite, à nodules calcaires (Eocène terminal - Ludien)              |
|  | eAv : | Formations continentales tertiaires - sables argileux verts à kaolinite (Eocène terminal - Ludien)                         |
|  | eA :  | Formations continentales tertiaires - sables argileux bariolés à kaolinite (Eocène terminal - Ludien)                      |
|  | eS :  | Formations continentales tertiaires - sables inférieurs rouges localement grésifiés (Eocène supérieur probable)            |
|  | eC :  | Formations continentales tertiaires - dépôts argilo-calcaires indifférenciés (Eocène)                                      |
|  | eK :  | Formations continentales tertiaires - arkoses de Blavozy, d'Auteyrac, de Brives et de Noustoulet (Eocène moyen - Lutétien) |
|  | eSn : | Formations continentales tertiaires - sables de Noustoulet (Eocène moyen - Lutétien)                                       |

|  | r1ρ :    | Microgranite à faciès de rhyolite, en filons (Autunien)                           |
|  | r1LγV :  | Leucogranite à deux micas et localement cordiérite, post-vellave (Autunien)       |
|  | r1LγR :  | Leucogranite de la Rivoire, localement cisaillé, post-vellave (Autunien)          |
|  | r1γV :   | Granite à biotite, post-vellave (Autunien)                                        |
|  | fm :     | Filons minéralisés en Sb, F, Ba, Pb, Zn (Stéphanien-Lias)                         |
|  | Ê :      | Quartz, localement minéralisé, en filons (Stéphanien-Lias)                        |
|  | h5-r1ν : | Lamprophyres, en filons (Stéphanien - Autunien)                                   |
|  | h-r :    | Formations continentales paléozoïques - Grès et conglomérats d'Allevier (Permien) |

|  | h5e :     | Formations continentales paléozoïques - Brèches de la Fouillouse : débris flow et diamicite fluvio-glaciaire, brèche de pente (Bassin Houiller de Saint-Étienne, Stéphanien supérieur)                        |
|  | h5t :     | Formations continentales paléozoïques - Dépôts de plaine d'inondation : grès fins en remplissage de chenaux et shales carbonées à plantes et nodules (Bassin Houiller de Saint-Étienne, Stéphanien supérieur) |
|  | h5f :     | Formations continentales paléozoïques - Dépôts fluviatiles, type réseau en tresse à dominante de grès grossier arkosique (Bassin Houiller de Saint-Étienne, Stéphanien supérieur)                             |
|  | h5 :      | Formations continentales paléozoïques - Grès, conglomérats et schistes houillers (Stéphanien) |
|  | h5μγb :   | Microgranite à biotite en filons (Stéphanien ?) |
|  | h5LγM :   | Leucogranites à muscovite ou à deux micas (Stéphanien : 298+~-2 Ma) |
|  | h5aΡ :    | Pegmatite ou aplito-pegmatite en filons (Stéphanien) |
|  | h5LγcV :  | Dôme anatectique du Velay - Leucogranite à biotite et cordiérite, localement riche en enclaves (Stéphanien : environ 300 Ma)                                                                                  |
|  | h5γbV :   | Dôme anatectique du Velay - Granite à biotite, et localement cordiérite (Stéphanien : environ 300 Ma) |
|  | h5γbcV :  | Dôme anatectique du Velay - Granite homogène à biotite et cordiérite prismatique (Stéphanien : environ 300 Ma)                                                                                                |
|  | h5hγbcV : | Dôme anatectique du Velay - Granite hétérogène à biotite et cordiérite prismatique et~ou en cocardes (Stéphanien : environ 300 Ma)                                                                            |
|  | h5rγ2V :  | Dôme anatectique du Velay, bordure ouest - Granite hétérogène +~- rubané à biotite, localement à muscovite ou sillimanite (Stéphanien : environ 300 Ma)                                                       |

|  | h2-3LγpV :  | Leucogranites à deux micas péri-Velay de Guillaumanches et de Saint-Christophe (Viséen-Namurien : 315-335 Ma)                      |
|  | h2-3pγ3V :  | Granites porphyroïdes à biotite péri- et intra-Velay (Viséen-Namurien : 315-335 Ma)                                                |
|  | h2-3σηV :   | Diorites, diorites quartzifères et syéno-diorites à amphibole et~ou biotite (vaugnérites) intra-Velay (Viséen-Namurien)            |
|  | h2-3pγ3Mc : | Granite porphyroïde alumineux de la Margeride - faciès clair, à deux micas et parfois cordiérite (Viséen-Namurien : 323 +~- 12 Ma) |
|  | h2-3pγ3Ms : | Granite porphyroïde alumineux de la Margeride - faciès sombre, riche en biotite (Viséen-Namurien : 323 +~- 12 Ma)                  |
|  | h2-3σηM :   | Vaugnérites, en enclaves dans le granite porphyroïde de la Margeride (Viséen-Namurien)                                             |
|  | h1-2LγL :   | Granites de type Livradois - Leucogranites à deux micas et localement andalousite, grenat ou cordiérite (Tournaisien-Viséen)       |
|  | h1pγ3L :    | Granites de type Livradois - Monzogranite porphyroïde à biotite (Tournaisien)                                                      |

|  | USGζS :    | USG (Unité Supérieure des Gneiss) : Gneiss de Semène                                                                                |
|  | USGMζ :    | USG : Paragneiss migmatitiques à biotite, sillimanite et localement cordiérite ou grenat                                            |
|  | USGMζγ :   | USG : Paragneiss migmatitiques à biotite, sillimanite et localement cordiérite, zones riches en filons granitiques                  |
|  | USGoζ3P :  | USG : Orthogneiss oeillé à deux micas et localement à grenat, de Pinols                                                             |
|  | USGoζ3tP : | USG : Orthogneiss oeillé à deux micas et localement à grenat, de Pinols - zones tectonisées à débit très schisteux                  |
|  | USGoζλδ :  | USG : Orthogneiss oeillé à biotite ou grenat, en lentilles dans le complexe leptyno-amphibolique                                    |
|  | USGλδ :    | USG : Leptynites et gneiss leptynitiques du complexe leptyno-amphibolique                                                           |
|  | USGsk :    | USG : Skarnoïdes et cipolins, en lentilles dans le complexe leptyno-amphibolique                                                    |
|  | USGδ :     | USG : Amphibolites indifférenciées, en lentilles                                                                                    |
|  | USGπ :     | USG : Péridotites plus ou moins serpentinisées et pyroxénolites, en lentilles                                                       |
|  | USGπg :    | USG : Péridotites plus ou moins serpentinisées et pyroxénolites, à grenat, en lentilles                                             |
|  | USGδθψ :   | USG : Métagabbros amphibolitisés, localement coronitiques ou à saphirine et corindon                                                |
|  | USGψ :     | USG : Eclogites et éclogitoïdes, en lentilles                                                                                       |
|  | USGζGr :   | USG : Reliques de granulites à grenat et disthène                                                                                   |
|  | UIGζξ :    | UIG (Unité Inférieure des Gneiss) : Paragneiss et micaschistes à biotite, sillimanite, et localement grenat, staurotide ou disthène |
|  | UIGM1 :    | UIG : Métatexites à biotite et sillimanite                                                                                          |
|  | UIGξζM :   | UIG : Micaschistes, migmatites, enclaves surmicacées                                                                                |
|  | UIGξa :    | UIG : Micaschistes à deux micas et cordiérite, localement à sillimanite et andalousite                                              |
|  | UIGpζo :   | UIG : Paragneiss fins à biotite, cordiérite et orthose (Vivarais occidental)                                                        |
|  | UIGχg :    | UIG : Quartzites à graphite et magnétite                                                                                            |
|  | UIGλ :     | UIG : Leptynites à biotite et localement grenat                                                                                     |
|  | UIGλ2m :   | UIG : Leptynites à deux micas |
|  | UIGλgs :   | UIG : Leptynites à deux micas, grenat et sillimanite                                                                                |
|  | UIGζη :    | UIG : Métadiorite à enclaves d'amphibolites de Saint-Arcons                                                                         |
|  | UIGδ :     | UIG : Amphibolites, en lentilles |
|  | UIGπδ :    | UIG : Pyroxénites et amphibolo-pyroxénites, localement à grenat, en lentilles                                                       |
|  | UIGπ :     | UIG : Péridotites serpentinisées |
|  | UIGoζF :   | UIG : Orthogneiss oeillé à deux micas et localement sillimanite de type Arc de Fix                                                  |
|  | UIGoζFG :  | UIG : Orthogneiss de Grenier - Montgon - Chaselles                                                                                  |
|  | UIGλA :    | UIG : Orthogneiss leptynitique de bordure du dôme d'Alleyras                                                                        |
|  | UIGλt :    | UIG : Orthogneiss leptynitique à tourmaline                                                                                         |
|  | UIGoζC :   | UIG : Orthogneiss à biotite du Celoux                                                                                               |
|  | UIGθoζC :  | UIG : Septa de métagabbro dans l'orthogneiss du Celoux                                                                              |
|  | UIGoζV :   | UIG : Orthogneiss leptynitiques à biotite, sillimanite et localement grenat, du Vivarais occidental                                 |
|  | UIGVξM :   | UIG : Micaschistes migmatitiques à biotite et sillimanite (anatexie vellave)                                                        |
|  | UIGVζM :   | UIG : Paragneiss migmatitiques sombres à biotite, cordiérite et localement sillimanite (anatexie vellave)                           |
|  | UIGVM :    | UIG : Migmatites sombres à biotite et cordiérite, localement sillimanite (anatexie vellave)                                         |
|  | UIGVgζM :  | UIG : Paragneiss grossiers à biotite, cordiérite et orthose, migmatitiques (anatexie vellave)                                       |
|  | UIGVλM :   | UIG : Orthogneiss leptyniques à 2 micas, sillimanite et localement grenat ou cordiérite migmatitiques (anatexie vellave)            |
|  | UIGVoζM :  | UIG : Orthogneiss oeillés à biotite et localement sillimanite ou cordiérite, migmatitiques (anatexie vellave)                       |
|  | UIGVoζFM : | UIG : Orthogneiss oeillé à deux micas et localement sillimanite de type Arc de Fix, migmatitique (anatexie vellave)                 |